# Guy Sherwin
Guy Sherwin (Regne Unit, 1948) és un director de cinema britànic. Els seus primers treballs cinematogràfics es remunten als anys setanta, després d'haver estudiat pintura al Chelsea School of Art de Londres. En aquella dècada va estar vinculat a la London Film-Makers' Co-operative, dedicada al cinema d'avantguarda, i va començar a fer performances i pel·lícules de curta durada que més tard aplegaria en forma de sèries. En les seves pel·lícules, Sherwin duu a terme una recerca plàstica sobre el mitjà amb què treballa, jugant amb les diferents velocitats i indagant les possibilitats de la llum, el moviment i el so.